# A Thing With Feathers
A Thing With Feathers es el octavo episodio de la cuarta temporada y trigésimo octavo episodio a lo largo de la serie de drama y ciencia ficción de TNT Falling Skies. Fue escrito por Ryan Mottesheard y dirigido por David Solomon. Fue estrenado el 10 de agosto de 2014 en Estados Unidos y el 11 de agosto de 2014 en Latinoamérica.
La 2nd Mass intenta reagruparse después del ataque extraterrestre que deja a Maggie luchando por su vida, y Hal luchando por ella. Mientras tanto, Tom y Dingaan son separados del grupo después de quedar enterrados bajo toneladas escombro, debiendo confiar en una nave enemiga para mantenerse con vida.

## Argumento
Después del ataque Espheni, la 2nd Mass sale en busca de supervivientes, esperando encontrar a Tom y Maggie con vida. Hal encuentra a Maggie malherida y le pide a Anne que haga algo por ayudarla. Mientras tanto, Weaver intenta ayudar a Matt a buscar a su padre, ya que está convencido de que se encuentra bajo los escombros. Bajo los escombros, Tom recobra el sentido y descubre que Dingaan también ha quedado atrapado. Después de evaluar a Maggie, Anne le revela a Hal que tiene una severa lesión en la columna vertebral y posiblemente sufra de una hemorragia interna, por lo que lo único que puede hacer es mantenerla cómoda el poco tiempo que le quede de vida. Sin embargo, Hal le habla de la posibilidad de usar las púas de Denny para acelerar la curación de Maggie. Anne le dice que intentará extraer el fluido de las púas de Denny pero antes necesita la autorización de Maggie para inyectarlo en su cuerpo.
Mientras tanto, Tom y Dingaan luchan por salir a la superficie, y al darse cuenta de que se encuentran bajo el Beamer que fue derrumbado por Cochise, Tom decide que pueden entrar si encuentran una de las escotillas. Por otra parte, Sara le confiesa a Pope que durante el ataque Espheni, tuvo miedo de morir pero también tuvo miedo de que él pudiera haber muerto y Hal le plantea a Maggie la posibilidad de ser inyectada con el fluido de las púas de Denny pero ella se niega, argumentando que es una cazadora de extraterrestres y no se va a convertir en una de ellos. Ben despierta con Lexi a su lado, quien le dice que está dispuesta a dejarlo quedarse e integrarse a su familia. Ben deduce que la familia de la que habla su hermana son los Espheni y se niega a permanecer a su lado. Lexi intenta disuadirlo, argumentando que la humanidad está a punto de la extinción, después de haber comprobado que no están dispuestos a dejar las armas y le muestra a Ben la forma en la que los humanos son convertidos en Skitters. Ben se horroriza e intenta convencer a Lexi de volver con su verdadera familia pero descubre que ella piensa en asesinarlo si se resiste. En un momento de humanidad, Lexi deja ir a Ben.
Cuando Anne pregunta a Hal sobre la decisión que tomó Maggie respecto al tratamiento, este le dice que la chica aceptó y Anne comienza a extraer el fluido de las púas de Denny. Mientras tanto, Tom es mordido por algo cuando intenta manipular el cableado de la máquina para abrir la escotilla y aunque logra su cometido, en el interior de la nave Dingaan se ve obligado a extraerle un parásito que llevaba en el brazo, activando accidentalmente uno de los misiles. Dingaan entra en shock por el sonido del misil y Tom se las arregla para resguardarse de la explosión. Dingaan le revela a Tom que cree que el haber quedado enterrados bajo los escombros es un castigo por la muerte de su hijo, quien murió después de que él lo descuidara por atender una llamada y cayera al hoyo donde construían la piscina de su casa y fuera enterrado vivo. Por otra parte, Ben llega hasta el refugio y le advierte a Anne que Lexi se ha ido definitivamente y descubre que Maggie ha sido herida. Anne le cuenta que le inyectaron el fluido de las púas de Denny pero no está reaccionando como esperaban, entonces Ben se ofrece a hacer un trasplante con sus propias púas.
Anne sopesa la idea del trasplante, ya que cree que es algo peligroso pero finalmente es convencida por Hal y Ben. Mientras tanto, el misil del Beamer es lanzado y Matt y Weaver son capaces de rescatar a Tom y Dingaan. Anne lleva a cabo el trasplante y queda de manifiesto la inmediata conexión entre Ben y Maggie. Finalmente, la 2nd Mass rinde un homenaje a aquellos que perdieron la vida en el ataque; Maggie despierta y capaz de caminar, golpea a Hal por no respetar su decisión pero luego lo besa porque le salvó la vida, sin embargo, al ver a Ben se lanza a sus brazos. Hal se aleja celoso y Tom lo sigue, intentando calmarlo pero son distraídos cuando un punto brillante en la Luna que provoca que el Beamer bajo los escombros se encienda.

## Elenco
| - Noah Wyle como Tom Mason. - Moon Bloodgood como Anne Glass. - Drew Roy como Hal Mason. - Connor Jessup como Ben Mason. - Maxim Knight como Matt Mason. - Colin Cunningham como John Pope. - Sarah Sanguin Carter como Maggie. - Mpho Koaho como Anthony. - Doug Jones como Cochise. - Scarlett Byrne como Lexi. - Will Patton como Daniel Weaver. | - Treva Etienne como Dingaan Botha. - Megan Danso como Denny. - Mira Sorvino como Sara. |

## Continuidad
- Seychelle Gabriel ya no es acreditada en este episodio.
- Lexi muestra a Ben que los Espheni han perfeccionado la técnica para skittirizar a los humanos.
- Maggie es ahora posee púas.

## Recepción

### Recepción de la crítica
Chris Carabott de IGN calificó al episodio como bueno y le otorgó una puntuación de 7.9, comentando: "A Thing With Feathers ofrece a los miembros de la 2nd Mass la oportunidad de reagruparse y reparar sus heridas, tanto física como emocionalmente después del ataque Espheni de la semana pasada. La revelación emocional de Dingaan fue sin duda lo más destacado, llevando al frente a un personaje de soporte", sin embargo, criticó la actuación de Mira Sorvino diciendo que "simplemente no parece investida en el miedo del personaje de morir o perder a Pope. Ella en realidad ha sido bastante buena hasta ahora, así que estaba un poco sorprendido de que su actuación se sintiera tan plana aquí. ¿Tal vez se necesita dar al personaje una escena revelación a lo Dingaan? Un poco de algo que nos dé una razón para sentirnos conectados con el personaje".

### Recepción del público
En Estados Unidos, A Thing With Feathers fue visto por 2.50 millones de espectadores, recibiendo 0.6 millones de espectadores entre los 18 y 49 años, de acuerdo con Nielsen Media Research.